# Județul Dubăsari
Județul Dubăsari a fost unul dintre cele 13 județe care au făcut parte din Guvernământul Transnistriei, regiune aflată sub administrație românească între anii 1941 și 1944.

## Geografie
Județul, care se găsea în partea central-vestică a Transnistriei, era împărțit administrativ în două orașe, Dubăsari (care era și sediul județului), Grigoriopol, și cinci raioane.
În sensul acelor de ceasornic, județul Dubăsari se învecina la nord cu județul Râbnița, la nord-est și est cu județul  Ananiev, la sud-est și sud cu județul Tiraspol, iar la sud-vest și vest cu fluviul Nistru, respectiv cu trei județe din Basarabia, județele interbelice Tighina, Lăpușna și Orhei.

## Componență
Reședința județului Dubăsari se găsea la Dubăsari, actualmente aflat în Republica Moldova, în zona autoproclamată (dar nerecunoscută) sub numele pompos de Republica Moldovenească Nistreană.
Județul Dubăsari era compus din raioanele Ciorna, Dubăsari, Grigoriopol, Ocna și Zaharievca.